# Biochip
Ein Biochip ist eine biochemische Methode zur parallelen Messung von Proben im Hochdurchsatz. Ein Biochip ist meistens eine Kombination aus Microarray und einem Halbleiter-basierten Sensor. Auf dem Trägermaterial befindet sich eine große Zahl biologischer oder biochemischer Nachweise oder Tests auf engstem, meist nur fingernagelgroßem, Raum. Biochip ist ein Sammelbegriff für eine Vielzahl unterschiedlichster Testmethoden und technischer Verfahren.

## Formen
Als Trägermaterial wird u. a. speziell beschichteter Kunststoff oder beschichtetes Glas verwendet, auf das mit Hilfe von Maschinen die oft nur einige Mikrometer großen Tests befestigt (immobilisiert) werden. Vom Aussehen ähneln besonders die auf Glas basierenden Biochips den Objektträgern der Mikroskopie.
Häufig werden Biochips nach den Substanzen unterteilt, die in den Tests bestimmt werden: Bei DNA-Chips werden DNA- und RNA-Fragmente nachgewiesen, bei Protein-Chips bestimmte Proteine – oft mit Hilfe von Antikörpern.
Auf Halbleitern basierende Biochips sind auch 10 Jahre nach dem Durchbruch anderer Verfahren immer noch im Forschungsstadium, da sie im Vergleich zu DNA- oder Protein-Chips, die lediglich zuvor bewährte Verfahren miniaturisiert haben, Halbleiter-Biochips neue Verfahren benötigen, die erst intensiv erforscht werden müssen. Der Vorteil der Halbleiter-Technologie ist, dass die Elektronik für die Signalverstärkung und -auswertung im Chip integriert werden kann. Zusätzliche Arbeitsschritte mit teuren Zusatzapparaturen, wie beispielsweise Fluoreszenz-Scannern bei optischen Detektionsverfahren, entfallen.
Die Kombination von Biochip und Mikrofluidik wird als Lab-on-a-Chip bezeichnet, z. B. der Patch-Clamp-Chip.

## Geschichte
Den Begriff Biochip findet man in wissenschaftlicher Literatur erstmals Anfang der 1980er Jahre, z. B. in Advanced Computers Parallel And Biochip Processors von Norman W. Lord et al. aus dem Jahr 1983. Neben den oben beschriebenen medizinischen Anwendungen dachte man auch daran, integrierte Schaltungen (z. B. Mikroprozessoren) aus biologischem Material herzustellen, in der Hoffnung, kleinere Strukturen als mit der damaligen Halbleitertechnik zu ermöglichen.
Wegen der hohen Anzahl an Tests pro Zeitspanne, der vergleichsweise geringen Probenmenge und der guten Automatisierbarkeit hat sich der Biochip jedoch rasch als wichtiger Bestandteil der Forschung in Pharmazie, Medizin, Biochemie, Genetik und Mikrobiologie durchgesetzt.
Davor wurden in diesen Forschungsfeldern für die gleiche Aufgabe auf Gelen basierende elektrophoretische oder chromatographische Verfahren eingesetzt, die um vieles zeitaufwendiger waren.

## Begriffserweiterung
Manchmal wird der Begriff Biochip von der Detektion biochemischer Substanzen auf die Ausschüttung und Beeinflussung derselben erweitert. Ein solcher Biochip könnte die Umwelt über Biosensoren wahrnehmen und dann nach eingebauten Algorithmen bestimmte Reaktionen im Organismus oder einer technischen Anlage veranlassen. Implantiert in einen Menschen entstünde ein Cyborg.